# روبرت جون ويستون إيفانز
روبرت جون ويستون إيفانز (بالإنجليزية: Robert John Weston Evans)‏ هو مؤرخ بريطاني، ولد في 1943.

## وصلات خارجية
- الموقع الرسمي